# نثرة

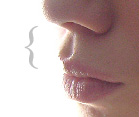

في علم التشريح، النَثْرَة (بالإنكليزية: Philtrum) هي الفُرجة (المُنخفَض) التي بين الشاربين (وهما: طَرَفَا الشارب، فالنَّثْرة: في وسَط الشارب)، حيالَ وَتَرَة الأنف (أي: إزاءها وتحتها، والوَتَرَة: الحاجز بين المَنْخِرين، أي: هي الخط الذي يَفصِل بين ثُقْبَي الأنف).
فهي الفُرجة مِن تحت الأنف إلى وَسَط الشَّفَة العُليا، وكما قال في «شمس العلوم»: «النَّثْرة: الفُرجة التي في وسَط الشارب مما يلي الأنف [أي: تكون تحت الأنف]».

## لغةً
وقد تعني طرف الأنف، قالَ ابْنُ فارس في «مقاييس اللغة»: «وَنَثَرَتِ الشَّاةُ: طَرَحَتْ مِنْ أَنْفِهَا الْأَذَى، وسُمِّي الأنْف النَّثْرةَ من هذا؛ لأنه يَنْثُر ما فيه من الأذىٰ [أي: يطرح ويُلقي الأذى والمُخاط الذي فيه إلى خارجه]. وَجَاءَ فِي الْحَدِيثِ: «إِذَا تَوَضَّأْتَ فَانْتَثِرْ» أَوْ " فَانْثِرْ "، مَعْنَاهُ اجْعَلِ الْمَاءَ فِي نَثْرَتِكَ».